# Ibn Assidim
Ibn P. Assidim, né le 20 avril 1889 à Beyrouth et mort le 19 mars 1965 à Tripoli, est un juriste, universitaire et écrivain libanais d’expression française.

## Biographie
Né le 20 avril 1889 à Beyrouth dans une famille de fonctionnaires – sous le mandat français, son frère cadet Béchir sera l’un des principaux responsables des Postes du Grand Liban –, Ibn P. Assidim suit des études de droit à Beyrouth puis à Paris. Il collabore ainsi avec l'avocat et écrivain Maurice Spronck, avec lequel il se lie d'amitié. À la faculté de droit de Paris, il soutient une thèse sous la direction du Professeur Félix Moreau, consacrée au Règlement administratif en droit islamique, avant de découvrir, avec passion, l’œuvre du doyen Maurice Hauriou (1856-1929) et sa théorie de l’institution. Revenu au Liban, où il se partage entre l’enseignement et l’écriture, il consacre l’essentiel de ses recherches aux thèses d’Hauriou et à leurs prolongements, pratiques et théoriques. 
À la fin de sa vie (il meurt à Tripoli le 19 mars 1965), il s’intéresse, dans le prolongement de ses travaux précédents, aux fondations de l’ordre juridique. Publiés à titre posthume, ses Fondements mythiques du droit connaissent dans les années 1970 un réel succès, et demeurent selon certains un classique de la littérature juridique contemporaine.